# Ernst Friedrich Apelt
Ernst Friedrich Apelt (3. března 1812 Bogatynia – 27. října 1859 Oppelsdorf, Horní Lužice) byl německý filozof, matematik, historik vědy a podnikatel.

## Život
Narodil se roku 1812. Střední školu vystudoval v Žitavě. V roce 1831 nastoupil na univerzitu v Jeně, ve studiu ale pokračoval na Lipské univerzitě. Doktorát získal roku 1835 a o čtyři roky později v Jeně habilitoval. Od roku působil 1856 jako profesor. Brzy se zařadil mezi přívržence filozofa Jakoba Friedricha Friese, který navazoval na učení Immanuela Kanta. Apelt se stal nejvýznamnějším členem takzvané Friesovy školy, která oponovala stoupencům nauky Georga Wilhelma Friedricha Hegela a Fridedricha Schellinga. Jeho nejvýznamnějším dílem je kniha Metaphysik (Metafyzika) z roku 1857. Po otci zdědil řadu podniků včetně uhelného dolu v Oppelsdorfu, které úspěšně řídil. Roku 1859 zemřel.
Věnoval se rovněž historii vědy. Zabýval se zejména Johannem Keplerem, jelikož vytvořil první komplexní a detailní analýzu jeho života i díla.